# 公差
公差（こうさ、tolerance）とは、機械工学に代表される工学において許容される差のこと。
基準値と許容される範囲の最大値および最小値の差を許容差、最大値と最小値の差を公差と呼ぶ。

## 概要
次のような値の範囲を公差または許容差と呼ぶ。
1. 物理的な寸法や面積
2. 原料、製造物、システム、サービスなどの測定値や物理的特性
3. その他の測定値（温度、湿度など）
4. 物理的な距離や空間（貨物自動車、列車、橋の下のボート、トンネル内の列車など）建築限界と車両限界を参照。

寸法や特性や条件は、装置やプロセスの機能に大きく影響することなく一定の実用的範囲内で変化する可能性がある。性能を損なわずに固有の変動性と不完全さに対する妥当な余裕を許すべく、公差が指定される。
公差は、標準値への係数やパーセンテージ、標準値からの最大偏差、許容される値の明示的範囲などで指定され、標準規格書などに記される。あるいは、標準値の数値的正確さで暗に示される場合もある（有効数字）。公差は対称的に 40±0.1 などとされることもあるが、非対称に 40+0.2/−0.1 などとされることもある。
機能を正しく保つには、可能な範囲で最大の公差を指定することが望ましい。「狭い」あるいは「きつい」公差では達成が難しく、コストがかかる場合がある。逆に「大きい」あるいは「ゆるい」公差差では、装置などの運用に問題を生じる可能性がある。
公差は安全率とは異なるが、適正な安全率は他と同様に適切な公差を考慮する。

## 寸法の許容限界
精密加工は、費用および時間がかさむ。製品の生産において、機能上さしつかえない限り、できるだけ大きな許し得る寸法の範囲を考えなければならない。
実寸
製品のできあがりの寸法。
許容限界
あらかじめ許された誤差の限界の範囲内。
許容限界寸法
大小二つの限界を示す寸法。大きい方を最大許容寸法、小さい方を最小許容寸法といい、その差を寸法公差という。

## はめあい
穴と軸が互いにはまりあう関係をはめあいという。

### はめあいの種類
穴と軸のはめあいにおいて、軸の直径が穴の直径より小さい場合の両方の直径の差をすきまという。逆に、軸の直径が穴の直径より大きい場合の両方の直径の差をしめしろという。この二つの関係から、はめあいには次の三つの種類がある。
すきまばめ
穴の最小許容寸法より軸の最大許容寸法が小さい場合のはめあい。
しまりばめ
穴の最大許容寸法より軸の最小許容寸法が大きい場合のはめあい。
中間ばめ
穴の最小許容寸法より軸の最大許容寸法が大きく、かつ穴の最大許容寸法より軸の最小許容寸法が小さい場合のはめあい。

## 公差の種類
- 寸法公差 - 寸法のズレがどのくらいまで許せるかの差のこと。
- 幾何公差 - 中心軸など、寸法ではなく、位置の関係における公差。

### 幾何公差
JIS B 0021 で規定されている幾何公差は次の通り。
| 公差の種類 | 特性                     | 記号 | データム表示 | 定義 |
| ---------- | ------------------------ | ---- | ------------ | --- |
| 形状公差   | 真直度                   |      | 否           | 直線形体の幾何学的直線からの狂いの大きさ。 |
| 形状公差   | 平面度                   |      | 否           | 平面形体の幾何学的平面からの狂いの大きさ。 |
| 形状公差   | 真円度                   |      | 否           | 円形形体の幾何学的円からの狂いの大きさ。 |
| 形状公差   | 円筒度                   |      | 否           | 円筒形体の幾何学的円筒からの狂いの大きさ。 |
| 形状公差   | 線の輪郭度               |      | 否           | 理論的に正確な寸法によって定められた幾何学的輪郭からの線の輪郭の狂いの大きさ。                                                                                       |
| 形状公差   | 面の輪郭度               |      | 否           | 理論的に正確な寸法によって定められた幾何学的輪郭からの面の輪郭の狂いの大きさ。                                                                                       |
| 姿勢公差   | 平行度                   |      | 要           | データム直線またはデータム平面に対して平行な幾何学的直線または幾何学的平面からの平行であるべき直線形体または平面形体の狂いの大きさ。                                 |
| 姿勢公差   | 直角度                   |      | 要           | データム直線またはデータム平面に対して直角な幾何学的直線または幾何学的平面からの直角であるべき直線形体または平面形体の狂いの大きさ。                                 |
| 姿勢公差   | 傾斜度                   |      | 要           | データム直線またはデータム平面に対して理論的に正確な角度をもつ幾何学的直線または幾何学的平面からの理論的に正確な角度をもつべき直線形体または平面形体の狂いの大きさ。 |
| 姿勢公差   | 線の輪郭度               |      | 要           | 理論的に正確な寸法によって定められた幾何学的輪郭からの線の輪郭の狂いの大きさ。                                                                                       |
| 姿勢公差   | 面の輪郭度               |      | 要           | 理論的に正確な寸法によって定められた幾何学的輪郭からの面の輪郭の狂いの大きさ。                                                                                       |
| 位置公差   | 位置度                   |      | 要・否       | データムまたはほかの形体に関連して定められた理論的に正確な位置からの点、直線形体または平面形体の狂いの大きさ。                                                       |
| 位置公差   | 同心度（中心点に対して） |      | 要           | データム円の中心に対するほかの円形形体の中心の位置の狂いの大きさ。                                                                                                   |
| 位置公差   | 同軸度（軸線に対して）   |      | 要           | データム軸直線と同一直線上にあるべき軸線のデータム軸直線からの狂いの大きさ。                                                                                         |
| 位置公差   | 対称度                   |      | 要           | データム軸直線またはデータム中心平面に関して互いに対称であるべき形体の対称位置からの狂いの大きさ。                                                                   |
| 位置公差   | 線の輪郭度               |      | 要           | 理論的に正確な寸法によって定められた幾何学的輪郭からの線の輪郭の狂いの大きさ。                                                                                       |
| 位置公差   | 面の輪郭度               |      | 要           | 理論的に正確な寸法によって定められた幾何学的輪郭からの面の輪郭の狂いの大きさ。                                                                                       |
| 振れ公差   | 円周振れ                 |      | 要           | データム軸直線を軸とする回転体をデータム軸直線のまわりに回転したとき、その表面が指定された位置または任意の点において指定された方向に変位する大きさ。                 |
| 振れ公差   | 全振れ                   |      | 要           | データム軸直線を軸とする回転体をデータム軸直線のまわりに回転したとき、その表面が指定された方向に変位する大きさ。                                                     |

## 公差設計
- 互換性の方法

複数の部品からなる製品において、すべての部品の公差が最悪の状態（最大・最小）で組みつけられた場合を計算する方法。
- 不完全互換性の方法

統計的ばらつきを考慮した公差の計算法。

## 動的公差線図
寸法公差と幾何公差の関係を見るために用いられる。